# Kufi

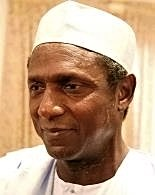
Nigerias f.d. president Umaru Yar'Adua bärande en kufi

Kufi är en rund mössa utan brätte för män, ofta buren av personer av afrikansk härkomst. Den är en huvudbonad som bärs av både muslimer, kristna och judar främst i Västafrika. En kufi symboliserar ofta ålder och visdom och tillhör den traditionella klädseln i många afrikanska länder. Den tillverkas i olika färger och mönster beroende på region och användning.
I Östafrika, särskilt i swahilitalande kulturer, kallas den ”kofia”.